# Премія YUNA найкращій виконавиці
Премія «YUNA» найкращій виконавиці — щорічна українська щорічна національна професійна музична премія, заснована у 2011 році. Премія найкращій виконавиці вручається з найпершої церемонії вручення з перервою у 2016—2017 роках. 
Рекордсменкою за кількістю нагород і номінацій у цій категорії є Тіна Кароль (три перемоги з п'яти номінацій).

## 1991—2015

### 1991–2012
- Ірина Білик[1]
  - Ані Лорак
  - Наталія Могилевська
  - Софія Ротару
  - Таїсія Повалій

### 2013
- Йолка[2]
  - Ані Лорак
  - ALYOSHA
  - LOBODA
  - Тіна Кароль

### 2014
- Тіна Кароль[3]
  - Ані Лорак
  - Йолка
  - LOBODA
  - Джамала

### 2015
- Тіна Кароль[4]
  - Ірина Білик
  - Альоша
  - LOBODA
  - ALLOISE
  - Джамала

## 2018—2022

### 2018
- Тіна Кароль[5]
  - Джамала
  - LOBODA
  - Tayanna
  - Оля Полякова

### 2019
- Джамала
  - Христина Соловій
  - NK
  - Tayanna
  - Оля Полякова

### 2020
- NK
  - alyona alyona
  - Jerry Heil
  - Maruv
  - Аліна Паш

### 2021
- alyona alyona
  - Jerry Heil
  - NK
  - Аліна Паш
  - Ольга Полякова

### 2022
- NK
  - alyona alyona
  - DOROFEEVA
  - Jerry Heil
  - Тіна Кароль